# Temporada 1995-96 de los Sacramento Kings
La temporada 1995-96 fue la undécima de los Kings en la NBA en su ubicación en Sacramento, California, y la cuadragésimo octava en la liga, tras jugar las últimas trece en Kansas City. La temporada regular acabó con 39 victorias y 43 derrotas, ocupando el octavo puesto de la Conferencia Oeste, clasificándose para los playoffs, en los que cayeron en primera ronda ante los Seattle SuperSonics.

## Elecciones en elDraft
| Ronda | Puesto | Jugador            | Posición  | Nacionalidad   | Universidad |
| ----- | ------ | ------------------ | --------- | -------------- | ----------- |
| 1     | 13     | Corliss Williamson | Ala-Pívot | Estados Unidos | Arkansas    |
| 2     | 47     | Tyus Edney         | Base      | Estados Unidos | UCLA        |
| 2     | 51     | Dejan Bodiroga     | Alero     | Serbia         |             |

## Temporada regular
| División Pacífico        | División Pacífico | División Pacífico | División Pacífico | División Pacífico | División Pacífico | División Pacífico | División Pacífico | División Pacífico |
| Equipo                   | G                 | P                 | %                 | PD                | Casa              | Fuera             | Div               |                   |
| ------------------------ | ----------------- | ----------------- | ----------------- | ----------------- | ----------------- | ----------------- | ----------------- | ----------------- |
| y-Seattle SuperSonics    | 64                | 18                | .780              | –                 | 38–3              | 26–15             | 21–3              |                   |
| x-Los Angeles Lakers     | 53                | 29                | .646              | 11                | 30–11             | 23–18             | 17–7              |                   |
| x-Portland Trail Blazers | 44                | 38                | .537              | 20                | 26–15             | 18–23             | 11–13             |                   |
| x-Phoenix Suns           | 41                | 41                | .500              | 23                | 25–16             | 16–25             | 9–15              |                   |
| x-Sacramento Kings       | 39                | 43                | .476              | 25                | 26–15             | 13–28             | 11–13             |                   |
| Golden State Warriors    | 36                | 46                | .439              | 28                | 23–18             | 13–28             | 7–17              |                   |
| Los Angeles Clippers     | 29                | 53                | .354              | 35                | 19–22             | 10–31             | 7–17              |                   |

## Playoffs

### Primera ronda
Seattle SuperSonics  vs. Sacramento Kings
| Fecha       | Partido                                      | Ciudad     |
| ----------- | -------------------------------------------- | ---------- |
| 26 de abril | Seattle SuperSonics 97, Sacramento Kings 85  | Seattle    |
| 28 de abril | Seattle SuperSonics 81, Sacramento Kings 90  | Seattle    |
| 30 de abril | Sacramento Kings 89, Seattle SuperSonics 96  | Sacramento |
| 2 de mayo   | Sacramento Kings 87, Seattle SuperSonics 101 | Sacramento |
|             | Seattle SuperSonics gana las series 3-1      |            |

## Estadísticas

### Temporada regular
| Rk | Jugador              | Edad | P  | PT | MP   | TC  | TCI  | %TC  | T3  | T3I | %T3   | TL  | TLI | %TL  | RO  | RD  | RT  | AS  | RB  | TAP | BP  | FP  | PTS  |
| -- | -------------------- | ---- | -- | -- | ---- | --- | ---- | ---- | --- | --- | ----- | --- | --- | ---- | --- | --- | --- | --- | --- | --- | --- | --- | ---- |
| 1  | Mitch Richmond       | 30   | 81 | 81 | 36.4 | 7.5 | 16.9 | .447 | 2.8 | 6.4 | .437  | 5.2 | 6.1 | .866 | 0.7 | 2.7 | 3.3 | 3.1 | 1.5 | 0.2 | 2.7 | 2.9 | 23.1 |
| 2  | Tyus Edney           | 22   | 80 | 60 | 31.0 | 3.8 | 9.3  | .412 | 0.7 | 1.8 | .368  | 2.5 | 3.2 | .782 | 0.8 | 1.7 | 2.5 | 6.1 | 1.1 | 0.0 | 2.4 | 2.5 | 10.8 |
| 3  | Brian Grant          | 23   | 78 | 75 | 30.7 | 5.5 | 10.8 | .507 | 0.1 | 0.2 | .235  | 3.4 | 4.6 | .732 | 2.2 | 4.7 | 7.0 | 1.6 | 0.5 | 1.3 | 2.4 | 3.4 | 14.4 |
| 4  | Walt Williams        | 25   | 45 | 45 | 30.7 | 5.2 | 12.0 | .435 | 1.3 | 3.8 | .341  | 2.9 | 3.8 | .756 | 1.4 | 3.2 | 4.6 | 3.7 | 1.2 | 0.9 | 2.3 | 3.4 | 14.6 |
| 5  | Olden Polynice       | 31   | 81 | 80 | 30.1 | 5.3 | 10.1 | .527 | 0.0 | 0.0 | .333  | 1.5 | 2.5 | .601 | 3.2 | 6.3 | 9.4 | 0.7 | 0.6 | 0.8 | 1.6 | 3.1 | 12.2 |
| 6  | Billy Owens          | 26   | 22 | 11 | 27.0 | 3.8 | 9.1  | .420 | 0.2 | 0.5 | .417  | 2.0 | 3.2 | .643 | 2.2 | 3.5 | 5.7 | 3.2 | 0.9 | 0.7 | 2.3 | 2.7 | 9.9  |
| 7  | Michael Smith        | 23   | 65 | 0  | 21.3 | 2.2 | 3.7  | .605 | 0.0 | 0.0 | 1.000 | 1.0 | 2.7 | .384 | 2.2 | 3.8 | 6.0 | 1.7 | 0.7 | 0.7 | 1.1 | 2.6 | 5.5  |
| 8  | Šarūnas Marčiulionis | 31   | 53 | 0  | 19.6 | 3.3 | 7.3  | .452 | 1.2 | 3.0 | .408  | 2.9 | 3.8 | .775 | 0.4 | 1.1 | 1.5 | 2.2 | 1.0 | 0.1 | 1.8 | 2.1 | 10.8 |
| 9  | Tyrone Corbin        | 33   | 49 | 2  | 19.0 | 2.4 | 5.3  | .452 | 0.0 | 0.2 | .083  | 1.6 | 1.9 | .837 | 1.1 | 2.5 | 3.7 | 1.2 | 1.0 | 0.3 | 1.0 | 2.0 | 6.4  |
| 10 | Lionel Simmons       | 27   | 54 | 5  | 15.0 | 1.6 | 4.0  | .396 | 0.4 | 0.9 | .373  | 1.0 | 1.4 | .733 | 0.8 | 1.9 | 2.7 | 1.5 | 0.6 | 0.4 | 0.9 | 1.6 | 4.6  |
| 11 | Bobby Hurley         | 24   | 72 | 22 | 14.7 | 0.9 | 3.2  | .283 | 0.3 | 1.1 | .289  | 0.9 | 1.2 | .800 | 0.2 | 0.9 | 1.0 | 3.0 | 0.4 | 0.0 | 1.2 | 1.7 | 3.1  |
| 12 | Duane Causwell       | 27   | 73 | 26 | 14.3 | 1.2 | 3.0  | .417 | 0.0 | 0.0 | .000  | 1.0 | 1.3 | .729 | 1.2 | 2.2 | 3.4 | 0.3 | 0.4 | 1.1 | 0.7 | 2.4 | 3.4  |
| 13 | Kevin Gamble         | 30   | 21 | 0  | 13.9 | 1.7 | 3.9  | .427 | 0.3 | 1.1 | .261  | 0.2 | 0.5 | .500 | 0.3 | 1.0 | 1.3 | 0.9 | 0.2 | 0.1 | 0.5 | 1.3 | 3.9  |
| 14 | Corliss Williamson   | 22   | 53 | 3  | 11.5 | 2.4 | 5.1  | .466 | 0.0 | 0.1 | .000  | 0.9 | 1.6 | .560 | 1.1 | 1.1 | 2.2 | 0.4 | 0.2 | 0.2 | 1.4 | 2.2 | 5.6  |
| 15 | Byron Houston        | 26   | 25 | 0  | 11.0 | 1.3 | 2.6  | .500 | 0.0 | 0.1 | .333  | 0.8 | 1.0 | .808 | 1.2 | 2.1 | 3.4 | 0.3 | 0.5 | 0.3 | 0.7 | 2.4 | 3.4  |
| 16 | Clint McDaniel       | 23   | 12 | 0  | 5.9  | 0.7 | 1.9  | .348 | 0.2 | 0.5 | .333  | 1.0 | 1.3 | .750 | 0.3 | 0.6 | 0.8 | 0.6 | 0.4 | 0.0 | 0.2 | 0.8 | 2.5  |

### Playoffs
| Rk | Jugador              | Edad | P | PT | MP   | TC  | TCI  | %TC  | T3  | T3I | %T3   | TL  | TLI | %TL   | RO  | RD  | RT   | AS  | RB  | TAP | BP  | FP  | PTS  |
| -- | -------------------- | ---- | - | -- | ---- | --- | ---- | ---- | --- | --- | ----- | --- | --- | ----- | --- | --- | ---- | --- | --- | --- | --- | --- | ---- |
| 1  | Mitch Richmond       | 30   | 4 | 4  | 36.5 | 6.0 | 13.5 | .444 | 2.0 | 5.8 | .348  | 7.0 | 8.8 | .800  | 0.8 | 3.5 | 4.3  | 3.0 | 0.8 | 0.0 | 3.8 | 2.8 | 21.0 |
| 2  | Olden Polynice       | 31   | 4 | 4  | 35.3 | 6.0 | 11.5 | .522 | 0.3 | 0.3 | 1.000 | 1.5 | 2.3 | .667  | 4.0 | 8.0 | 12.0 | 0.8 | 0.3 | 1.8 | 0.8 | 3.8 | 13.8 |
| 3  | Billy Owens          | 26   | 4 | 4  | 32.8 | 3.8 | 8.5  | .441 | 0.0 | 1.0 | .000  | 0.8 | 1.5 | .500  | 1.3 | 5.3 | 6.5  | 3.5 | 1.0 | 0.3 | 2.8 | 4.3 | 8.3  |
| 4  | Brian Grant          | 23   | 4 | 4  | 31.0 | 4.0 | 10.5 | .381 | 0.0 | 0.0 |       | 1.8 | 3.5 | .500  | 1.8 | 3.3 | 5.0  | 1.0 | 0.5 | 1.8 | 3.3 | 3.5 | 9.8  |
| 5  | Tyus Edney           | 22   | 4 | 4  | 30.3 | 4.5 | 10.5 | .429 | 0.5 | 2.0 | .250  | 2.5 | 3.0 | .833  | 0.5 | 2.5 | 3.0  | 2.8 | 2.0 | 0.0 | 2.3 | 2.8 | 12.0 |
| 6  | Šarūnas Marčiulionis | 31   | 4 | 0  | 25.3 | 2.0 | 7.3  | .276 | 1.0 | 4.5 | .222  | 2.3 | 3.8 | .600  | 1.0 | 0.8 | 1.8  | 3.5 | 2.5 | 0.0 | 2.5 | 1.0 | 7.3  |
| 7  | Michael Smith        | 23   | 4 | 0  | 21.8 | 1.8 | 3.0  | .583 | 0.0 | 0.0 |       | 1.3 | 2.8 | .455  | 1.8 | 3.8 | 5.5  | 2.0 | 0.3 | 0.5 | 0.5 | 3.5 | 4.8  |
| 8  | Lionel Simmons       | 27   | 4 | 0  | 19.3 | 3.8 | 8.3  | .455 | 0.8 | 2.3 | .333  | 1.3 | 1.8 | .714  | 1.0 | 2.0 | 3.0  | 2.0 | 1.5 | 0.5 | 1.5 | 3.0 | 9.5  |
| 9  | Duane Causwell       | 27   | 2 | 0  | 12.5 | 0.5 | 1.5  | .333 | 0.0 | 0.5 | .000  | 1.5 | 2.0 | .750  | 0.5 | 2.0 | 2.5  | 0.5 | 0.0 | 0.0 | 1.0 | 1.5 | 2.5  |
| 10 | Bobby Hurley         | 24   | 1 | 0  | 2.0  | 0.0 | 0.0  |      | 0.0 | 0.0 |       | 0.0 | 0.0 |       | 0.0 | 0.0 | 0.0  | 0.0 | 0.0 | 0.0 | 0.0 | 0.0 | 0.0  |
| 11 | Corliss Williamson   | 22   | 1 | 0  | 2.0  | 0.0 | 1.0  | .000 | 0.0 | 0.0 |       | 1.0 | 1.0 | 1.000 | 0.0 | 0.0 | 0.0  | 0.0 | 0.0 | 0.0 | 0.0 | 0.0 | 1.0  |
| 12 | Kevin Gamble         | 30   | 2 | 0  | 1.5  | 0.0 | 0.0  |      | 0.0 | 0.0 |       | 0.0 | 0.0 |       | 0.0 | 0.0 | 0.0  | 0.0 | 0.0 | 0.0 | 0.0 | 0.0 | 0.0  |

## Galardones y récords
| Jugador        | Galardón                                |
| Mitch Richmond | 3.er Mejor quinteto de la NBA All-Star  |
| Tyus Edney     | 2.º Mejor quinteto de rookies de la NBA |